# Twelve South
Twelve South LLC — американська компанія, яка виробляє аксесуари та чохли для використання з продуктами Apple.

## Опис
Компанія Twelve South наймає невелику команду робітників і прагне щороку придумувати, приєктувати та виготовляти кілька нових аксесуарів для продуктів Apple; їхній девіз: «Ми не лише дружні до Mac, ми лише для Apple». Компанію заснували в 2009 році чоловік і дружина Ендрю та Лі Енн Грін у Маунт-Плезант, Південна Кароліна. У 2017 році вони переїхали до Чарльстона, штат Південна Кароліна.
У червні 2012 року Forbes відзначив компанію Twelve South як таку, що було б слід купити Apple разом із виробником аксесуарів Apple Mophie, не через прибутки обох компаній, а радше через те, що чудові продукти, які вони виробляють, зміцнять власний профіль Apple на ринку аксесуарів.